# MG 08

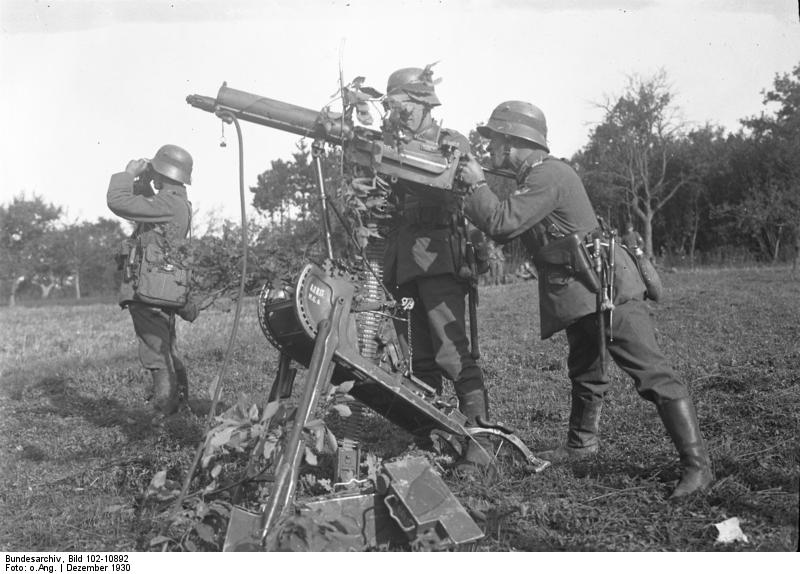
Soldados alemães da Reichswehr com sua metralhadora MG08.

A MG 08 (Maschinengewehr 08 - Metralhadora 08) foi a metralhadora padrão do Exército Alemão, durante a Primeira Guerra Mundial. Sendo uma cópia quase idêntica da metralhadora inventada por Hiram Maxim em 1884, a MG 08 é também conhecida por Maxim Alemã ou Maxim MG 08. A MG 08 manteve-se ao serviço alemão até ao início da Segunda Guerra Mundial, só sendo definitivamente retirada em 1942.
A Machinengewehr 08, assim denominada por ter sido adoptada no ano de 1908, resultou de um aperfeiçoamento da MG01 produzida na Alemanha sob licença da Maxim. Podia atingir uma cadência de tiro de 400 tpm, usando cintas de tecido, cada uma com 250 munições de 7,92 mm. O fogo sustentado podia produzir-lhe um sobreaquecimento, que era minorizado através do arrefecimento a líquido, usando uma manga que envolvia o cano e que continha cerca de 4,5 litros de água.
O alcance prático da MG 08 situava-se entre os 2.200m e os 4.000m. A arma estava montada num tripé que era transportado em carros ou, em acção, aos ombros dos militares à maneira de uma maca.
A produção da arma antes da Primeira Guerra Mundial foi levada a cabo pela DWM em Berlim e pelo Arsenal do Estado em Spandau. Por isso a armas também são conhecidas por DWM MG 08 e Spandau MG 08. Quando a guerra começou em 1914, já estavam disponíveis nas unidades de combate, cerca de 12.000 MG 08, com 200 unidades produzidas por mês. À medida que a guerra avançava, a produção foi aumentada para 3.000 armas por mês em 1916 e 14.400 por mês em 1917.
Depois de desenvolvidas as suas variantes mais ligeiras, a MG 08 original, passou a ser designada sMG 08 (schwere Maschinengewehr 08 - Metralhadora pesada 08).

## Histórico

### Adoção e desenvolvimento
A Comissão Alemã de Rifles começou a disparar testes da arma Maxim em Zorndorf em 1889. Em 1892, a empresa de Ludwig Loewe assinou um contrato de sete anos com Hiram Maxim para a produção da arma em Berlim. A marinha imperial alemã encomendou armas Maxim de Loewe em 1894. A Marinha os implantou nos conveses dos navios e para uso em guerra anfíbia. Em 1896, Loewe fundou uma nova subsidiária, a Deutsche Waffen- und Munitionsfabriken (DWM), para lidar com a produção. O acordo com a Maxim concluído em 1898 e a DWM recebeu ordens da Áustria-Hungria, Argentina, Suíça e Rússia.
O Exército Imperial Alemão primeiro considerou usar a arma Maxim como arma de artilharia. As tropas alemãs de infantaria leve Jäger começaram os testes com a arma em 1898. O Corpo de Guardas, o Corpo XVI e o Corpo XVI fizeram mais experimentos em 1899. Os testes produziram uma recomendação de destacamentos independentes de seis armas para marchar com a cavalaria, com as armas montadas em carruagens puxadas por cavalos.

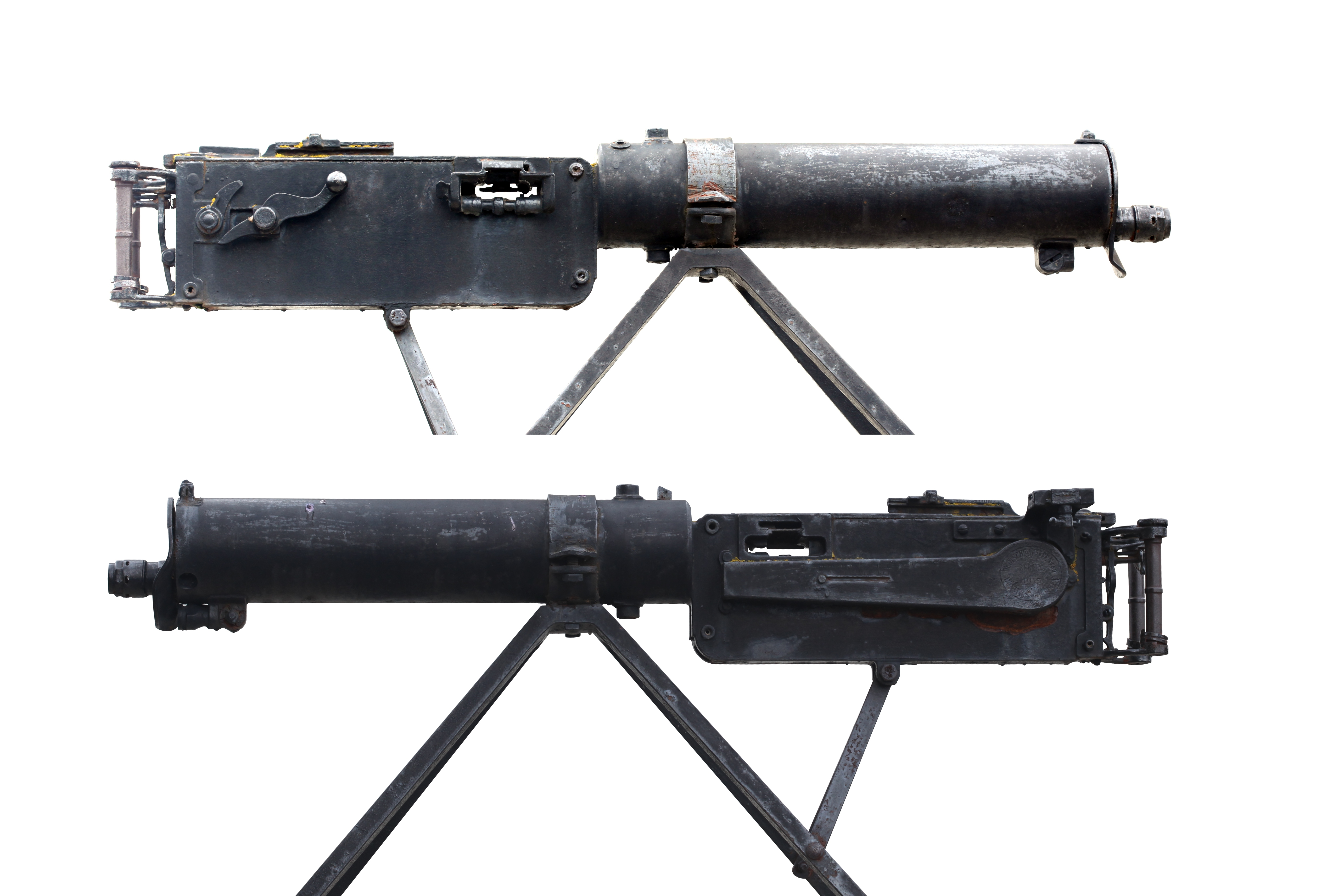
Duas vistas laterais da versão original de infantaria MG 08 refrigerada a água.

O Exército comprou as versões modificadas MG 99 e MG 01 da arma Maxim da DWM em quantidades limitadas. O MG 99 introduziu o suporte de trenó que permaneceria padrão no MG 08. O MG 01 adicionou rodas raiadas leves, possibilitando o empurrão e o puxão da arma. O MG 01 também foi exportado para o Chile e a Bulgária. Em 1903, o exército alemão tinha 11 destacamentos de metralhadoras servindo em divisões de cavalaria.
As críticas ao MG 01 enfatizaram sua mobilidade e incapacidade limitadas para acompanhar a cavalaria. O DWM e o Spandau Arsenal desenvolveram ainda mais o design, diminuindo o peso em 7,7 kg, adicionando um escudo de canhão destacável, uma opção para uma mira óptica e removendo as rodas. O resultado foi o MG 08, que entrou em produção em Spandau em 1908.
O exército alemão observou a eficácia da arma Maxim na guerra russo-japonesa de 1904 a 1905, muitas delas exportações alemãs. Com a importância da metralhadora aparente, o Exército solicitou financiamento adicional ao Reichstag para aumentar o suprimento de metralhadoras. Após críticas ao pedido dos deputados socialistas, a demanda do Exército por seis armas por regimento foi reduzida para seis armas por brigada em 1907. O Projeto de Lei do Exército de 1912 finalmente deu ao Exército a exigência de seis armas por regimento. Em 3 de agosto de 1914, logo após o início da Primeira Guerra Mundial, o Exército possuía 4.411 MG 08, juntamente com 398 MG 01, 18 MG 99 e dois MG 09.

### Treinamento e uso
O treinamento foi regulamentado pelo Regulamento de Serviço de Campo de 1908, fornecendo ao Exército alemão seis anos para treinar com as armas antes do início da Primeira Guerra Mundial.

## leMG 08/15

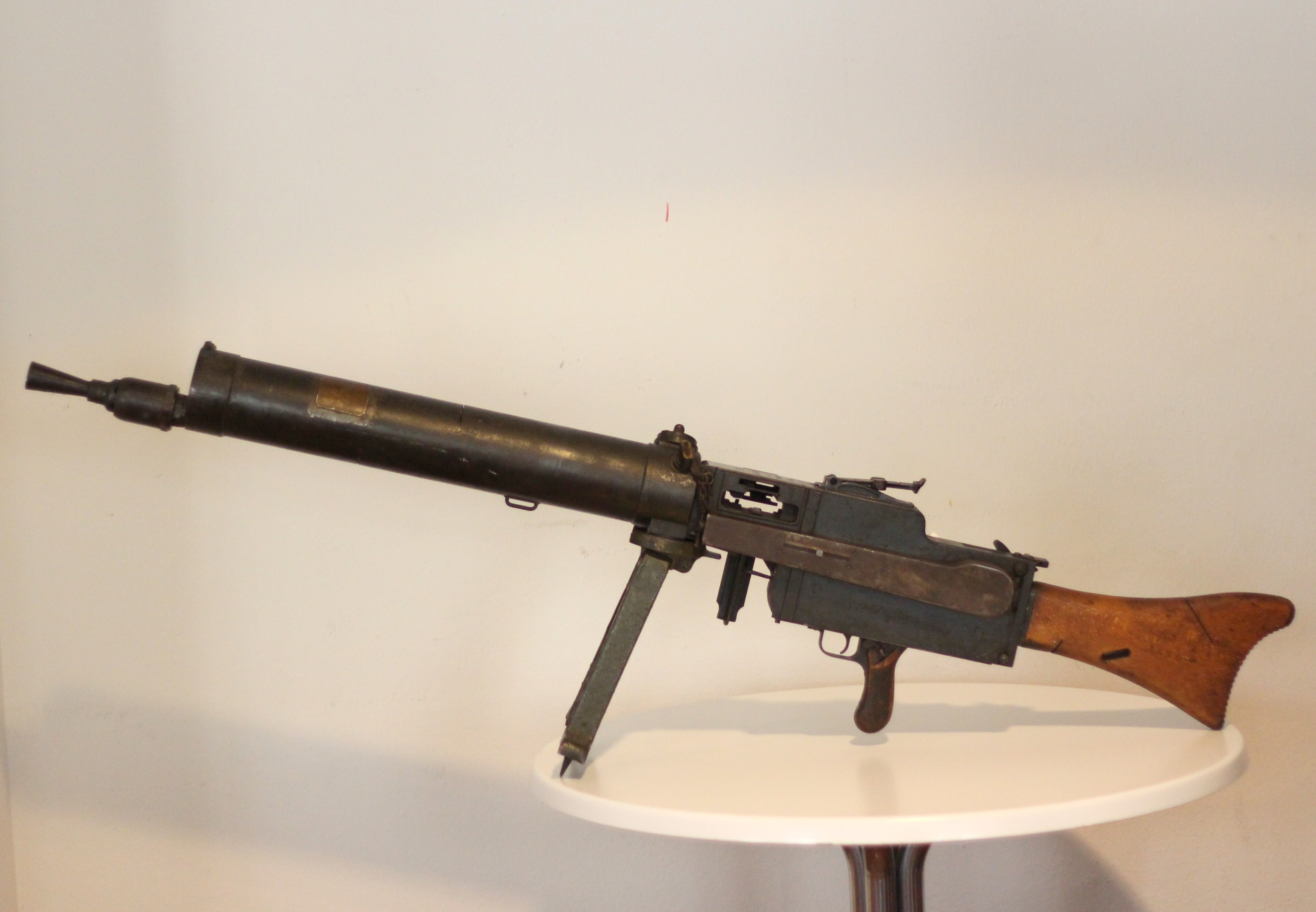
Versão portátil leMG 08/15.

A MG 08/15 foi a "tentativa um tanto equivocada" de uma metralhadora leve e, portanto, mais portátil do que a MG 08 padrão - produzida "abaixando" os cantos traseiros superiores e inferiores dianteiros do receptor original do MG 08 de contorno retangular e montagem da culatra, e reduzindo o diâmetro da jaqueta de resfriamento para 92,5 milímetros - foi testado como um protótipo em 1915 por uma equipe de projetistas de armas sob a direção de um Oberst Friedrich von Merkatz - o MG 08/15; também designada leMG 08 (leicht MG 08/15, significando MG 08/15 ligeira).
"Em 1915, os alemães reconheceram que também precisavam de um LMG em mãos na linha de frente. Em vez de elaborar um novo projeto, no entanto, eles optaram por adaptar o MG 08. O Arsenal de Spandau produziu o MG 08/15, o qual era o MG 08, mas equipado com um bipé, empunhadura de pistola e coronha de ombro. A MG 08/15 foi produzida em grande número (130.000 no total), e certamente se tornou uma verdadeiro metralhadora leve em esboço e aplicações táticas. Ainda assim, ela permaneceu muito pesada - 21kg com sua camisa d'água cheia - o que significava que ela nunca poderia se comparar à portabilidade do campo de batalha de uma Lewis." — Chris McNab, MG 34 and MG 42 Machine Guns.
Foi introduzida pela primeira vez em batalha durante a ofensiva francesa do "Chemin des Dames" em abril de 1917. Seu desdobramento em números cada vez maiores com todos os regimentos de infantaria da linha de frente continuou em 1917 e durante as ofensivas alemãs da primavera e verão de 1918.
Houve outras metralhadoras alemãs, menos proeminentes, na Primeira Guerra Mundial que mostraram uma compreensão mais promissora do poder de fogo tático; como a Bergmann MG 15nA refrigerada a ar, de 7,92mm e pesando "uns 13kg mais manejáveis", tinha um suporte em bipé e era alimentada por um cinto de metal de 200 cartuchos contido em um tambor de assalto em vez de cintos de tecido. Apesar de suas qualidades, foi ofuscada pelos volumes de produção da MG 08/15 e exilada para frentes secundárias, sendo largamente relegada para uso em número limitado na Frente Italiana. A Bergmann MG 15nA também foi usada pelo Asien-Korps no Sinai, na Mesopotâmia e na Palestina. Sendo refrigerada a ar, o cano da Bergmann MG 14nA superaquecia após 250 tiros de fogo contínuo. Outras metralhadoras leves manteriam o sistema de refrigeração à água, como as Dreyse MG 10 e MG 15; com uma versão refrigerada a ar produzida pouco antes da guerra, conhecida como Dreyse-Muskete ou MG 15.
Apesar de tais desenvolvimentos, a MG 08/15 permaneceu, de longe, a metralhadora alemã mais comum desdobrada na Primeira Guerra Mundial, alcançando uma alocação total de seis armas por companhia ou 72 armas por regimento em 1918. Naquela época, havia quatro vezes mais metralhadoras leves MG 08/15 do que metralhadoras pesadas MG 08 em cada regimento de infantaria. Para atingir essa meta, cerca de 130.000 MG 08/15 tiveram que ser fabricadas durante a Primeira Guerra Mundial, a maioria delas pelos arsenais governamentais de Spandau e Erfurt. O altíssimo peso permaneceu um problema, no entanto, e uma "tentativa fútil" para resolver esse problema foi uma versão do MG 08/15 refrigerada a ar (e, portanto, sem água) do final da guerra, designada como MG 08/18; mas que era apenas 1kg mais leve que a MG 15/08. O cano da MG 08/18 era mais pesado e não podia ser trocado rapidamente, portanto, o superaquecimento era inevitavelmente um problema. Foi testada no campo de batalha em pequenos números durante os últimos meses da guerra. Como foi notado, "a metralhadora Maxim não era uma base sólida para um metralhadora leve".
A designação 08/15 ainda é usada como uma expressão idiomática no alemão coloquial, nullachtfünfzehn (zero-oito-quinze, pronuncia-se null-acht-fünfzehn), sendo usada até hoje como um termo para denotar algo totalmente comum e sem originalidade ou especialidade, ou seja, uma coisa sem nenhuma característica especial que a distinga das outras.

## LMG 08/15 e leMG 08/18
No outono de 1915 foi desenvolvida uma versão aeronáutica da leMG 08/15, arrefecida a ar e mais para ser usada num reparo fixo no aeroplano Focker Eindecker. Nesta versão foram eliminados a coronha, o punho e o bipé da leMG 08/15, sendo a sua manga perfurada de modo a que o ar pudesse circular à volta do cano, refrigerando-o. O desenho da leMG 08/15 arrefecida a ar  falhava no facto da manga do cano ser demasiado perfurada, enfraquecendo a estrutura da arma que ficava, assim, sujeita a desfazer-se nos combates aéreos. A manga perfurada foi então aperfeiçoda de modo a tornar-se mais resistente. A partir daí foi desenvolvida uma verdadeira versão aeronútica refrigerada a ar, a LMG 08/15 (Luft MG 08/15 - MG 08/15 aérea), muito mais robusta e com uma caixa de culatra bastante mais leve.
Em 1918, entrou em produção uma versão terrestre arrefecida ar, mais móvel e pesando apenas 15 kg, denominada MG 08/18 ou leMG 08/18. Esta versão também foi desenvolvida para apoio directo da Infantaria, durante os seus avanços. Ou seja, deveria ser uma arma verdadeiramente ofensiva, e não apenas defensiva. No entanto, tal como a leMG 08/15 não se mostrou capaz de ser usada desse modo, continuando, como aquela a ser usada defensivamente, nomeadamente na cobertura da retirada alemã de 1918.

## Operadores
- Áustria-Hungria[2]
- Argentina[2]
- Bélgica[13]
- Brasil
- Bulgária[4]
- Chile[4]

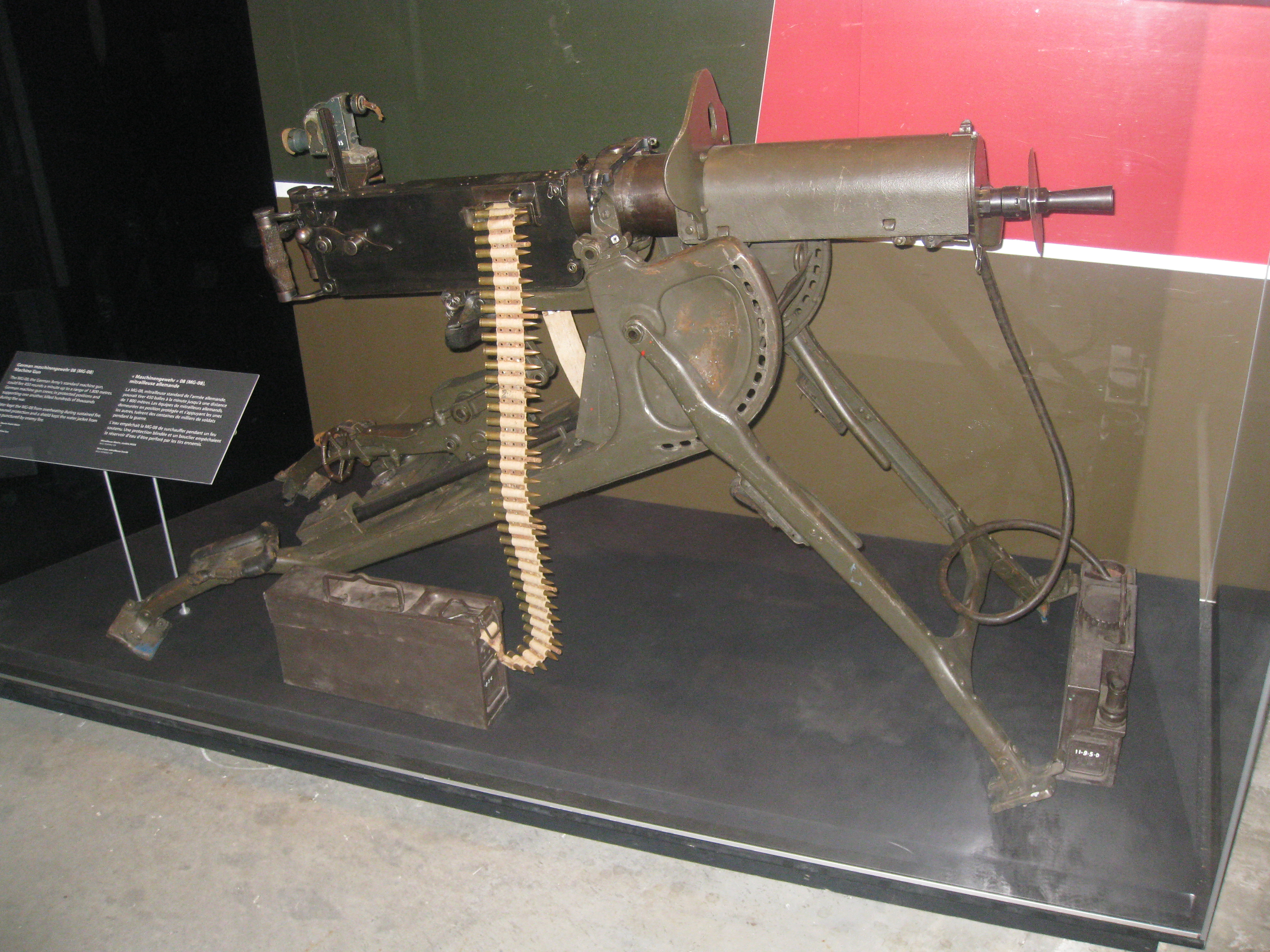
Uma MG 08 no Museu de Guerra Canadense

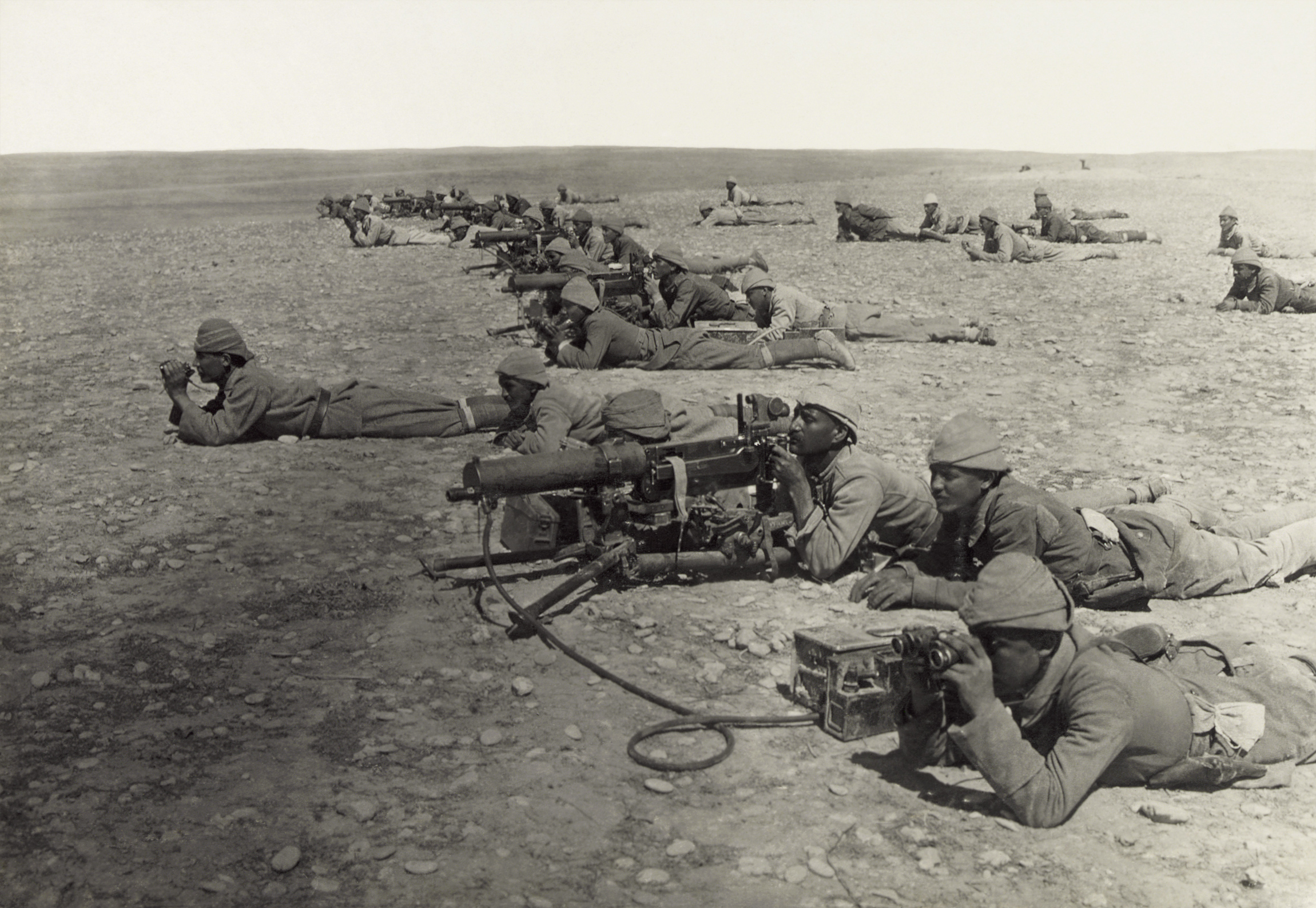
Soldados otomanos, alguns deles armados com metralhadoras MG 08. Observe que as MG 08 estão montadas em tripés em vez de suportes de trenó que eram comuns à MG 08

- Tchecoslováquia: A MG08/15 foi usada após a independência.[14]
- Finlândia: Versões MG-08 e MG-15 usadas pela Finlândia até a Guerra da Continuação.[15]
- França: As versões MG-08 e 08/15 foram capturadas e usadas pelas forças francesas na Primeira Guerra Mundial e depois.[16]
- Império Alemão[2]
- Indonésia: Usou a Type 24 chinesa.[17]
- Letónia: Pelo menos 11 MG 08 usadas pelo Exército da Letônia (até abril de 1936)[18]
- Lituânia:[19] Cerca de 800 MG 08 (7,92 mm sunkusis kulkosvaidis 08 m.) e 520 MG 08/15 (7,92 mm lengvasis kulkosvaidis 08/15 m.). Algumas MG 08 foram modernizadas para defesa antiaérea.
- Alemanha Nazista[13]
- Países Baixos: As MG 08 ex-alemãs confiscadas no final da Primeira Guerra Mundial entraram em serviço holandês em 1925 na função de antiaérea leve, com a designação M.25.[20]
- Império Otomano[21]
- República Popular da China: Produziu a Type 24 sob licença.[17]
- Polónia: De 1918 a 1944, até 5.964 MG 08 (ckm wz.08) e 7.775 MG 08/15 (lkm wz.08/15)[22]
- Malásia: Usou a Type 24 chinesa.[17]
- Manchukuo: Metralhadoras Type 24 de fabricação chinesa.[23]
- República da China: Fabricada sob licença como metralhadora pesada Type 24.[24] Metralhadoras MG08/15 importadas, também utilizadas durante a Segunda Guerra Sino-Japonesa.[25]
- Roménia: Variante MG09 marcada como Modelo 1910.[26]
- Império Russo[2]
- Suíça [2]
- República Espanhola[27]
- Vietname: O Viet Minh usou a Type 24 chinesa durante a Primeira Guerra da Indochina,[28] assim como o Viet Cong durante a Guerra do Vietnã.[29]
- Partisans Iugoslavos[30]

## Conflitos
- Revolução Mexicana
- Revolução de Xinhai
- Primeira Guerra Mundial
- Guerra Civil Russa
- Revolução Alemã de 1918-1919
- Guerra Civil Finlandesa
- Guerra Polaco-Soviética
- Guerra Civil Espanhola[31]
- Guerra Civil Chinesa
- Segunda Guerra Sino-Japonesa
- Segunda Guerra Mundial
- Guerra da Coreia
- Primeira Guerra da Indochina
- Guerra do Vietnã